# 健身單車

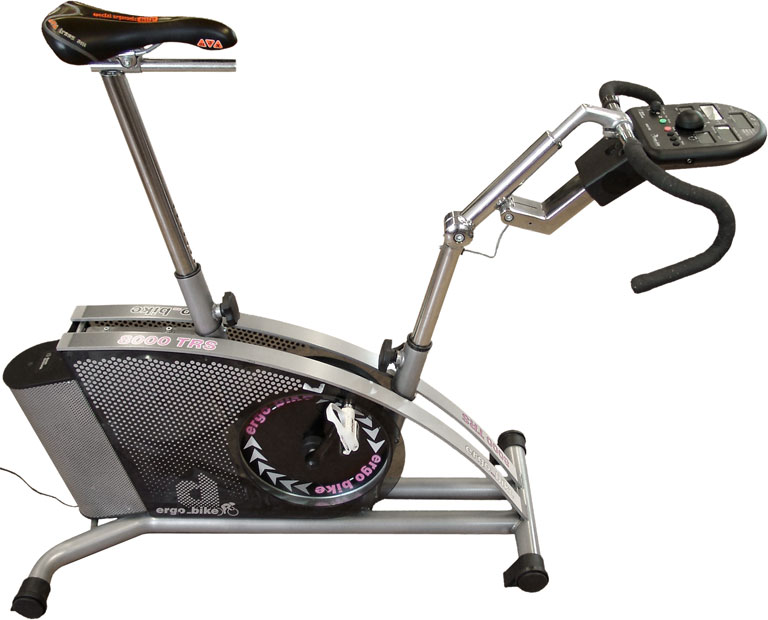
直立式健身單車

健身單車，又稱動感單車或飛輪車，是健身房或健身中心常見的運動器材，主要組成為把手、腳踏板和座墊，類似單車，但是以阻力輪取代橡膠輪胎的設備。健身單車大致可以分為直立式(無靠墊，使用姿勢較接近單車)及卧式(背靠椅墊，大多給婦女或老人使用)兩種，前置與後置式飛輪，阻力調控是最基本的功能。早期高階型號通常會配置計算路程和卡路里消耗的小型電腦。鍛練者可以透過調節腳踏速度和阻力，以控制自己的心率，並達到改善心肺功能或減肥消脂的效果。但在網路與智慧手機普級的年代，現在最新穎的設計則是搭配APP。
健身單車開始結合APP後，除了記錄個別的訓練與使用記錄外，甚至還結合線上課程與教練直播，歐美的主要品牌是健身產業的新獨角獸Peloton （页面存档备份，存于）, 亞洲則是以YESOUL野小獸 （页面存档备份，存于）為代表。
這類結合APP與直播功能的新科技健身單車，又稱為智能動感單車。